# Collegio elettorale di Asti (Camera dei deputati)
Il collegio di Asti fu un collegio elettorale uninominale della Repubblica Italiana per l'elezione della Camera dei deputati. Apparteneva alla Circoscrizione Piemonte 2 e fu utilizzato per eleggere un deputato nella XII, XIII e XIV legislatura.
Venne istituito nel 1993 con la cosiddetta Legge Mattarella (Legge n. 277, Nuove norme per l'elezione della Camera dei deputati), attuata in seguito al referendum abrogativo del 1993. La legge istituì per la Camera dei deputati e per il Senato della Repubblica un sistema di elezione misto, in parte maggioritario e in parte proporzionale. Il 75% dei parlamentari dell'assemblea veniva eletto in collegi uninominali tramite sistema maggioritario a turno unico; il restante 25% alla Camera veniva eletto tramite sistema proporzionale con liste bloccate.
Il collegio venne abolito insieme a tutti gli altri che costituivano la Camera con la promulgazione della legge elettorale successiva, la cosiddetta Legge Calderoli. Questa prevedeva un sistema proporzionale con premio di maggioranza, che alla Camera veniva attribuito a livello nazionale.

## Territorio
Il collegio di Asti era uno dei 36 collegi uninominali in cui era suddiviso il Piemonte e, come previsto dal D.Lgs. del 20 dicembre 1993 n. 536, era interamente compreso nella provincia di Asti e comprendeva i seguenti comuni: Albugnano, Aramengo, Asti, Baldichieri d'Asti, Berzano di San Pietro, Buttigliera d'Asti, Calliano, Camerano Casasco, Cantarana, Capriglio, Casorzo, Castagnole Monferrato, Castell'Alfero, Castellero, Castelnuovo Don Bosco, Cerreto d'Asti, Chiusano d'Asti, Cinaglio, Cocconato, Colcavagno, Corsione, Cortandone, Cortanze, Cortazzone, Cossombrato, Cunico, Frinco, Grana Monferrato, Grazzano Badoglio, Maretto, Monale, Moncalvo, Moncucco Torinese, Montafia, Montechiaro d'Asti, Montemagno, Montiglio, Moransengo, Passerano Marmorito, Penango, Piea, Pino d'Asti, Piovà Massaia, Portacomaro, Refrancore, Roatto, Robella, Scandeluzza, Scurzolengo, Settime, Soglio, Tigliole, Tonco, Tonengo, Viale, Viarigi, Villa San Secondo e Villafranca d'Asti.

## Eletti
| Elezione | Elezione | Deputato         | Partito                 |
| -------- | -------- | ---------------- | ----------------------- |
|          | 1994     | Paolo Tagini     | Polo delle Libertà (LN) |
|          | 1996     | Vittorio Voglino | L'Ulivo (PPI)           |
|          | 2001     | Giorgio Galvagno | Casa delle Libertà (FI) |

## Dati elettorali

### XII legislatura

#### Risultati proporzionale
| Coalizioni        | Coalizioni         | Liste                           | Liste                              | Voti   | %     |
| ----------------- | ------------------ | ------------------------------- | ---------------------------------- | ------ | ----- |
|                   | Polo delle Libertà |                                 | Forza Italia                       | 21.940 | 25,67 |
|                   | Polo delle Libertà | Lega Nord                       | 14.923                             | 17,46  |       |
| Totale Coalizione | Totale Coalizione  | 36.863                          | 43,13                              |        |       |
|                   | Progressisti       |                                 | Partito Democratico della Sinistra | 10.563 | 12,36 |
|                   | Progressisti       | Rifondazione Comunista          | 6.170                              | 7,22   |       |
|                   | Progressisti       | Federazione dei Verdi           | 3.443                              | 4,03   |       |
|                   | Progressisti       | Alleanza Democratica            | 1.570                              | 1,84   |       |
|                   | Progressisti       | La Rete - Movimento Democratico | 1.369                              | 1,60   |       |
|                   | Progressisti       | Partito Socialista Italiano     | 1.264                              | 1,48   |       |
| Totale coalizione | Totale coalizione  | 24.379                          | 28,53                              |        |       |
|                   | Patto per l'Italia |                                 | Partito Popolare Italiano          | 11.896 | 13,92 |
|                   | Alleanza Nazionale | Alleanza Nazionale              | Alleanza Nazionale                 | 7.246  | 8,48  |
|                   | Lista Pannella     | Lista Pannella                  | Lista Pannella                     | 5.085  | 5,95  |
| Totale            | Totale             | Totale                          | Totale                             | 85.469 |       |

#### Risultati uninominale
|                               | Paolo Tagini ✔️ Eletto     | Polo delle Libertà (FI - LN - CCD - UDC)         | 35 092 | 41,19 |  |  |  |  |  |
|                               | Paolo Bagnadentro          | Progressisti                                     | 21 982 | 25,80 |  |  |  |  |  |
|                               | Bruno Curletto             | Patto per l'Italia                               | 13 790 | 16,19 |  |  |  |  |  |
|                               | Antonella Giulia Carraroli | Alleanza Nazionale                               | 7 624  | 8,95  |  |  |  |  |  |
|                               | Giovanna Lentini           | Lista Marco Pannella - Riformatori               | 4 699  | 5,52  |  |  |  |  |  |
|                               | Pietro Capra               | Lega per il Piemonte - Unione per il Federalismo | 2 007  | 2,36  |  |  |  |  |  |
| Totale                        | Totale                     | Totale                                           | 85 194 | 100   |  |  |  |  |  |
|                               |                            |                                                  |        |       |  |  |  |  |  |
| Fonte: Ministero dell'interno |                            |                                                  |        |       |  |  |  |  |  |

### XIII legislatura

#### Risultati proporzionale
| Coalizioni        | Coalizioni              | Liste                                     | Liste                              | Voti   | %     |
| ----------------- | ----------------------- | ----------------------------------------- | ---------------------------------- | ------ | ----- |
|                   | Polo per le Libertà     |                                           | Forza Italia                       | 19.538 | 23,93 |
|                   | Polo per le Libertà     | Alleanza Nazionale                        | 9.831                              | 12,04  |       |
|                   | Polo per le Libertà     | CCD-CDU                                   | 4.180                              | 5,12   |       |
| Totale coalizione | Totale coalizione       | 33.549                                    | 41,09                              |        |       |
|                   | L'Ulivo                 |                                           | Partito Democratico della Sinistra | 11.744 | 14,38 |
|                   | L'Ulivo                 | Popolari per Prodi (PPI-SVP-PRI-UD-Prodi) | 6.837                              | 8,37   |       |
|                   | L'Ulivo                 | Federazione dei Verdi                     | 2.337                              | 2,86   |       |
| Totale coalizione | Totale coalizione       | 20.918                                    | 25,61                              |        |       |
|                   | Lega Nord               | Lega Nord                                 | Lega Nord                          | 16.514 | 20,23 |
|                   | Progressisti            |                                           | Rifondazione Comunista             | 7.953  | 9,74  |
|                   | Lista Pannella - Sgarbi | Lista Pannella - Sgarbi                   | Lista Pannella - Sgarbi            | 2.255  | 2,76  |
|                   | Mani Pulite             | Mani Pulite                               | Mani Pulite                        | 455    | 0,56  |
| Totale            | Totale                  | Totale                                    | Totale                             | 81.644 |       |

#### Risultati uninominale
|                               | Vittorio Voglino ✔️ Eletto | L'Ulivo               | 32 146 | 39,39 |  |  |  |  |  |
|                               | Antonio Baudo              | Polo per le Libertà   | 29 389 | 36,01 |  |  |  |  |  |
|                               | Paolo Tagini               | Lega Nord             | 17 104 | 20,96 |  |  |  |  |  |
|                               | Fernanda Marchisio         | Lista Pannella-Sgarbi | 2 980  | 3,65  |  |  |  |  |  |
| Totale                        | Totale                     | Totale                | 81 619 | 100   |  |  |  |  |  |
|                               |                            |                       |        |       |  |  |  |  |  |
| Fonte: Ministero dell'interno |                            |                       |        |       |  |  |  |  |  |

### XIV legislatura

#### Risultati proporzionale
| Coalizioni        | Coalizioni              | Liste                   | Liste                                 | Voti   | %     |
| ----------------- | ----------------------- | ----------------------- | ------------------------------------- | ------ | ----- |
|                   | Casa delle Libertà      |                         | Forza Italia                          | 25.072 | 31,57 |
|                   | Casa delle Libertà      | Alleanza Nazionale      | 7.213                                 | 9,08   |       |
|                   | Casa delle Libertà      | Lega Nord               | 5.175                                 | 6,52   |       |
|                   | Casa delle Libertà      | CCD-CDU                 | 4.201                                 | 5,29   |       |
|                   | Casa delle Libertà      | Nuovo PSI               | 475                                   | 0,60   |       |
| Totale coalizione | Totale coalizione       | 42.136                  | 53,06                                 |        |       |
|                   | L'Ulivo                 |                         | La Margherita (Dem - PPI - RI- UDEUR) | 12.213 | 15,38 |
|                   | L'Ulivo                 | Democratici di Sinistra | 9.144                                 | 11,52  |       |
|                   | L'Ulivo                 | Comunisti Italiani      | 3.667                                 | 4,62   |       |
|                   | L'Ulivo                 | Il Girasole (FdV - SDI) | 1.450                                 | 1,83   |       |
| Totale coalizione | Totale coalizione       | 26.474                  | 33,35                                 |        |       |
|                   | Rifondazione Comunista  | Rifondazione Comunista  | Rifondazione Comunista                | 3.380  | 4,26  |
|                   | Lista Di Pietro         | Lista Di Pietro         | Lista Di Pietro                       | 3.260  | 4,11  |
|                   | Lista Pannella - Bonino | Lista Pannella - Bonino | Lista Pannella - Bonino               | 2.463  | 3,10  |
|                   | Democrazia Europea      | Democrazia Europea      | Democrazia Europea                    | 1.008  | 1,27  |
|                   | Fiamma Tricolore        | Fiamma Tricolore        | Fiamma Tricolore                      | 508    | 0,71  |
|                   | Abolizione scorporo     | Abolizione scorporo     | Abolizione scorporo                   | 68     | 0,09  |
| Totale            | Totale                  | Totale                  | Totale                                | 79.408 |       |

#### Risultati uninominale
|                               | Giorgio Galvagno ✔️ Eletto | Casa delle Libertà | 40 803 | 51,15 |  |  |  |  |  |
|                               | Vittorio Voglino           | L'Ulivo            | 33 105 | 41,50 |  |  |  |  |  |
|                               | Giacomo Salvador Reano     | Lista Di Pietro    | 3 627  | 4,55  |  |  |  |  |  |
|                               | Vincenzo Garlando          | Democrazia Europea | 2 229  | 2,79  |  |  |  |  |  |
| Totale                        | Totale                     | Totale             | 79 764 | 100   |  |  |  |  |  |
|                               |                            |                    |        |       |  |  |  |  |  |
| Fonte: Ministero dell'interno |                            |                    |        |       |  |  |  |  |  |